# پینس لیک (نیوجرسی)
پینس لیک (به انگلیسی: Pines Lake) یک منطقهٔ مسکونی در ایالات متحده آمریکا است که در وین، نیوجرسی واقع شده‌است. پینس لیک ۷۵ متر بالاتر از سطح دریا واقع شده‌است.